# Comuna Pochidia, Vaslui
Pochidia este o comună în județul Vaslui, Moldova, România, formată din satele Borodești, Pochidia (reședința), Satu Nou și Sălceni. Este situată la granița județului Vaslui cu județul Galați.

## Demografie
Componența etnică a comunei Pochidia
     Români (94,67%)
     Alte etnii (5,33%)
Componența confesională a comunei Pochidia
     Ortodocși (94,54%)
     Alte religii (0,19%)
     Necunoscută (5,27%)
Conform recensământului efectuat în 2021, populația comunei Pochidia se ridică la 1.575 de locuitori, în scădere față de recensământul anterior din 2011, când fuseseră înregistrați 1.629 de locuitori. Majoritatea locuitorilor sunt români (94,67%). Din punct de vedere confesional, majoritatea locuitorilor sunt ortodocși (94,54%), iar pentru 5,27% nu se cunoaște apartenența confesională.

## Politică și administrație
Comuna Pochidia este administrată de un primar și un consiliu local compus din 11 consilieri. Primarul, Marius Ciocan[*], de la Partidul Social Democrat, este în funcție din 2008. Începând cu alegerile locale din 2024, consiliul local are următoarea componență pe partide politice:
|  | Partid                          | Consilieri | Componența Consiliului | Componența Consiliului | Componența Consiliului | Componența Consiliului | Componența Consiliului | Componența Consiliului | Componența Consiliului | Componența Consiliului | Componența Consiliului |
|  | ------------------------------- | ---------- | ---------------------- | ---------------------- | ---------------------- | ---------------------- | ---------------------- | ---------------------- | ---------------------- | ---------------------- | ---------------------- |
|  | Partidul Social Democrat        | 9          |                        |                        |                        |                        |                        |                        |                        |                        |                        |
|  | Alianța pentru Unirea Românilor | 1          |                        |                        |                        |                        |                        |                        |                        |                        |                        |
|  | Partidul Național Liberal       | 1          |                        |                        |                        |                        |                        |                        |                        |                        |                        |